# Bij ons in de Jordaan (film)
Bij ons in de Jordaan is een Nederlandse miniserie uit 2000 van Willem van de Sande Bakhuyzen. De serie is gebaseerd op de biografie "De zon schijnt voor iedereen" over Johnny Jordaan van Bert Hiddema en bewerkt door Kees Prins en Frank Ketelaar tot een driedelige serie met afleveringen van 50 minuten.

## Verhaal
De serie vertelt het levensverhaal van Johnny Jordaan, vanaf zijn jonge jaren tot zijn faam als Nederlands grootste volkszanger. Daarbij komen ook grote medeartiesten als Wim Sonneveld en Willy Alberti uit het leven van Jordaan voorbij. Dan ontdekt Johnny dat hij homoseksuele gevoelens koestert, iets wat halverwege de jaren 50 een groot taboe was.

## Rolverdeling
| Acteur             | Personage                    |
| ------------------ | ---------------------------- |
| Kees Prins         | Johnny Jordaan               |
| Pierre Bokma       | Willy Alberti                |
| Jeroen Willems     | Wim Sonneveld                |
| Jacob Derwig       | Jonge Arie                   |
| John Leddy         | Oude Arie                    |
| Marieke Heebink    | Totty                        |
| Ricky Koole        | Karin                        |
| Kees Hulst         | de vader van Karin           |
| Marlies Heuer      | de moeder van Karin          |
| Cecile Heuer       | de moeder van Johnny Jordaan |
| Helmert Woudenberg | Ome Nijs                     |
| Eric Bernard       | Achtergrondzanger            |

## Prijzen
- Gouden kalf
  - Kees Prins: Beste acteur (in een Drama)
  - Willem van de Sande Bakhuyzen: Beste regie (in een Drama)

- Academy Award
  - Kees Prins: Beste acteur
  - Beste film/serie